# Бодон Неверский

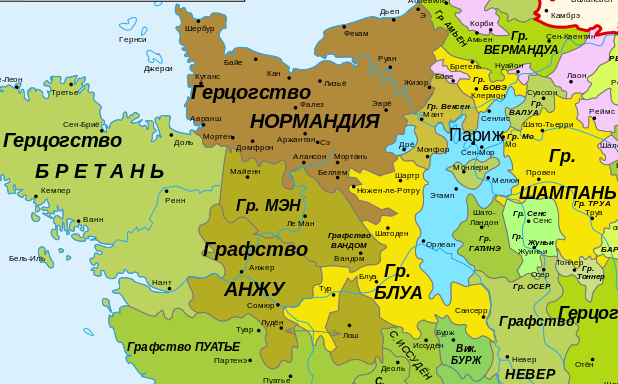
Вандом и соседние графства в 1030 г.

Бодон (фр. Bodon de Nevers; умер в 1023) — граф Вандома с 1016 года. Основатель династии, правившей Вандомом до 1373 года.
Сын графа Невера Ландри и Матильды Маконской. Родился ок. 992 или 995 года.
Был женат (ок. 1010) на Адели (Аликс) Анжуйской (ум. 26 февраля 1033/1035), дочери Фулька III Нерры и Елизаветы Вандомской.
В 1016 году умер епископ Парижа и граф Вандома Рено. Адели он приходился дядей, и она унаследовала Вандом. Вместе с ней правил Бодон, объявивший себя графом.
О его деятельности не сохранилось практически никаких сведений, и его имя упоминается только в двух современных ему документах.
Известно четверо детей Бодона и Адели:
- Бушар V Лысый, граф Вандома,
- Фульк Гусёнок (ум. 21 или 22 ноября 1066), граф Вандома,
- Ги, сеньор де Нуатр,
- не известный по имени сын.